# Friedrich Nölting

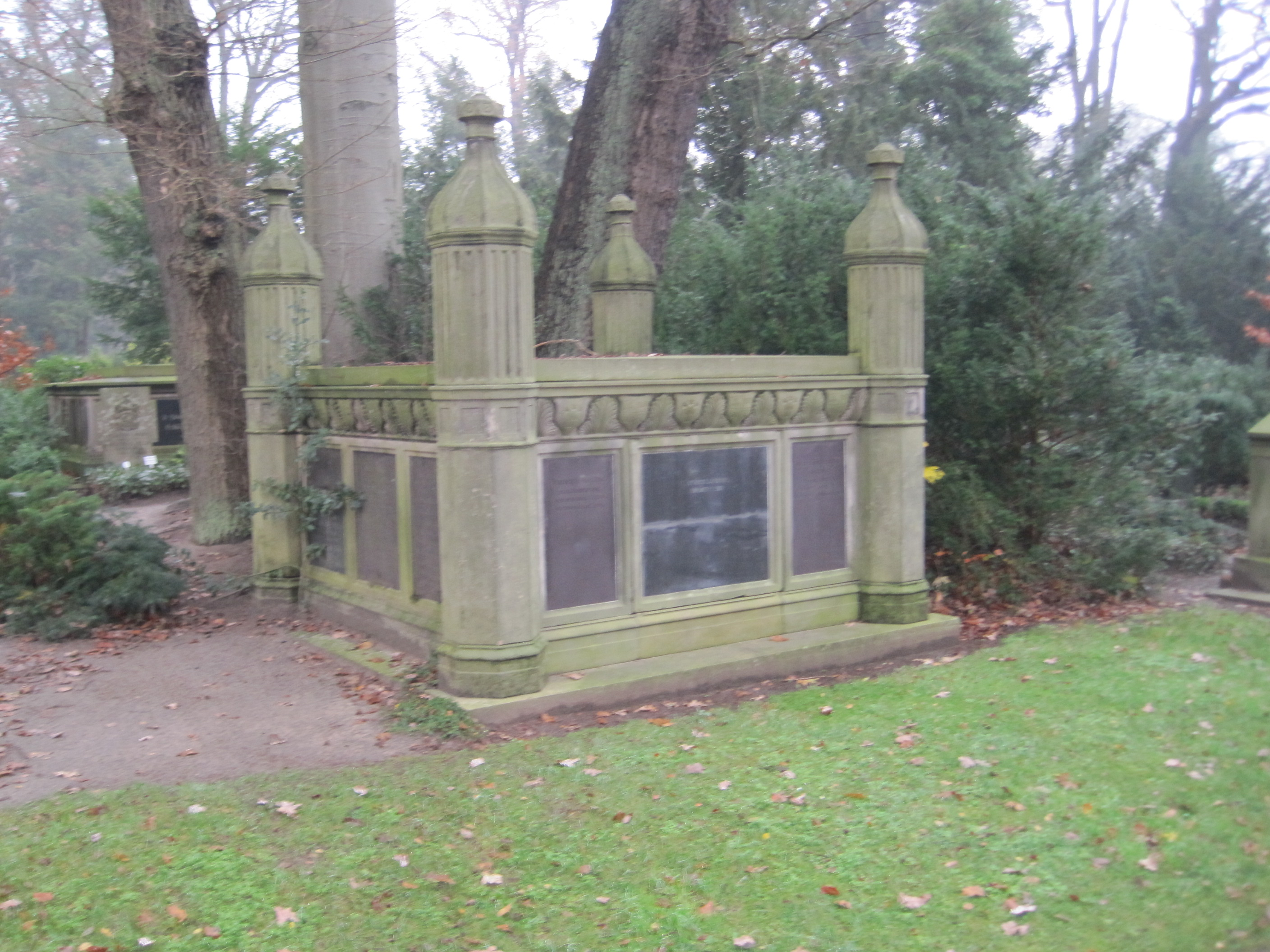
Erbbegräbnis des Bürgermeisters Friedrich Nölting auf dem Burgtorfriedhof

Friedrich Nölting (* 16. März 1759 in Lübeck; † 20. März 1826 ebenda) war ein deutscher Kaufmann, Ratsherr und kurz vor seinem Tod Bürgermeister der Hansestadt Lübeck.

## Leben
Nölting war der Sohn des Kaufmanns Georg Friedrich Nölting und seiner Ehefrau Elisabeth Catharina Woermann. 1781 wurde er in die Hamburger Freimaurer-Loge Emanuel aufgenommen.  Nölting wurde als Ältermann der Schonenfahrer am 17. Februar 1798 gemeinsam mit Georg Wilhelm Müller zum Ratsherrn erwählt. Während der Lübecker Franzosenzeit wurde er 1811 zum Mitglied des Munizipalrates ernannt. In seinem Haus in der Breiten Straße 60 an der Ecke zur Mengstraße quartierte sich am 21. März 1813 der Oberst Konstantin von Benckendorff ein.
Im Rat war er nach der Befreiung im Stadtgericht (1814–1821), der Administrativ-Kommission und der Einquartierungs-Kommission (jeweils 1814–1816), der Bergedorfer Visitation (1817–1826), der Zentral-Armendeputation (1819–1821), sowie in Obergericht und Vormundschaftsbehörde (jeweils 1822–1825) tätig. Am 20. Februar 1826, also einen Monat vor seinem Tod, wurde er zu einem der Bürgermeister der Stadt erwählt.
Friedrich Nölting war mit Maria Catharina Lübbers verheiratet, der Tochter des Fayenceproduzenten Georg Nicolaus Lübbers. Über seine Frau kam er nach dem Tod seines Schwiegervaters 1788 in den Besitz des Gutes Stockelsdorf. Sein Sohn Christian Adolf Nölting führte das Handelsunternehmen nach der Übergabe 1821 gemeinsam mit seinem Vetter Georg Heinrich Nölting fort.
Das Wohnhaus Nöltings in der Breiten Straße an der Ecke zur Mengstraße war einst im Besitz des Buchdruckers Johann Balhorn gewesen und wurde von Nöltings Witwe für 32.000 Lübische Mark an den Gastwirt und Hotelier Johann Carl August Düffcke veräußert, der es 1855 abreißen ließ. Düffcke erbaute hier unter Einbeziehung des Nachbargrundstücks ein Hotel (Düffkes Hotel) im Stil eines klassizistischen Palais, das beim schweren Luftangriff auf Lübeck 1942 zerstört wurde.